# Malcolm Martineau
Malcolm Martineau, né le 3 février 1960 à Édimbourg, est un pianiste écossais spécialisé dans l'accompagnement.

## Biographie
Malcolm Martineau commence ses études au Collège George Watson d'Édimbourg, puis il poursuit son éducation musicale au St Catharine's College de l'université de Cambridge. En 1981, il étudie au Royal College of Music à Londres et en leçons privées avec Joyce Rathbone.
Malcolm Martineau a joué à Paris, Amsterdam, Munich, Vienne, Milan, Berlin, à travers le Royaume Uni et l'Amérique du nord pour accompagner des chanteurs, notamment Thomas Allen, Janet Baker, Barbara Bonney, Susan Graham, Della Jones, Simon Keenlyside, Tom Krause, Felicity Lott, Anne Sofie von Otter, Frederica von Stade, Bryn Terfel, Sarah Walker et Ainhoa Arteta. Parmi les nombreux instrumentistes, il accompagne la clarinettiste Emma Johnson. Il apparaît dans de nombreux festivals à travers le Royaume-Uni, et donne de nombreux récitals pour la BBC ainsi que dans les festivals de musique d'Aix-en-Provence, Vienne, Édimbourg et Salzbourg et en Amérique du Nord et du Sud.
Il a accompagné les vainqueurs du concours de lied du prix de Cardiff Singer of the World en 1989 et en 1990 du prix Elly Ameling. Il a aussi accompagné les classes de maître à la Britten-Pears School de Snape Maltings pour Joan Sutherland, Elisabeth Schwarzkopf, Suzanne Danco, Ileana Cotrubaș et Kurt Equiluz. Il a présenté sa propre série à St Johns Smith Square des chants complets de Debussy et Poulenc, et une importante série Britten au Wigmore Hall (toutes deux diffusées par la BBC). 
Ses enregistrements les plus récents comportent notamment Schubert, Schumann, et un récital de mélodies anglaises avec Bryn Terfel pour Deutsche Grammophon ; des récitals Schubert et Strauss avec Simon Keenlyside, pour EMI ; un recital avec Angela Gheorghiu, pour Decca. Il a enregistré également avec Emma Johnson, Della Jones et Yvonne Kenny, l'intégrale des mélodies de Fauré avec Sarah Walker et Tom Krause, l'intégrale des Folk songs de Britten pour le label Hyperion, l'intégrale Beethoven des mélodies populaires et un récital intitulé « Songs My Mother Taught Me » avec Magdalena Kožená pour Deutsche Grammophon.
Parmi ses prix, citons le prix du concours international de Lieder Walther Gruner.

## Réception critique
En 2024, il accompagne Sonya Yoncheva aux Rencontres musicales d'Évian. ResMusica commente : « on remarque le talent du pianiste dans sa pleine mesure [...] Le pianiste suscite l'admiration du début à la fin, par la finesse de son jeu, par son attention infaillible aux inflexions de la chanteuse ».